# Острівне (Калінінградська область)
Острівне (рос. Островное) — селище Славського району, Калінінградської області Росії. Входить до складу Тимірязевського сільського поселення.
Населення — 30 осіб (2016 рік).

## Населення
| 2002 | 2010 |
| ---- | ---- |
| 30   | ↘15  |